# Resurrection
Resurrection je deseti studijski album britanskog heavy metal-sastava Venom. Diskografska kuća Steamhammer objavila ga je 25. travnja 2000. u Europi, 8. svibnja u Ujedinjenom Kraljevstvu i 6. lipnja u Sjedinjenim Američkim Državama. Posljednji je uradak skupine na kojem je svirao izvorni gitarist sastava Mantas i prvi na kojem je bubnjeve svirao Antton, mlađi brat pjevača i basista Cronosa.

## Popis pjesama
| 1.    | »Resurrection«           | Cronos         | 3:03 |
| 2.    | »Vengeance«              | Mantas         | 3:51 |
| 3.    | »War Against Christ«     | Cronos, Mantas | 4:23 |
| 4.    | »All There Is Fear«      | Cronos         | 4:42 |
| 5.    | »Pain«                   | Mantas         | 4:02 |
| 6.    | »Pandemonium«            | Cronos         | 4:31 |
| 7.    | »Loaded«                 | Mantas         | 2:44 |
| 8.    | »Firelight«              | Cronos         | 4:55 |
| 9.    | »Black Flame (of Satan)« | Cronos, Mantas | 4:32 |
| 10.   | »Control Freak«          | Cronos         | 3:03 |
| 11.   | »Disbeliever«            | Cronos         | 3:40 |
| 12.   | »Man Myth & Magic«       | Cronos         | 3:49 |
| 13.   | »Thirteen«               | Mantas         | 3:37 |
| 14.   | »Leviathan«              | Mantas         | 4:30 |
| 55:22 |                          |                |      |

## Recenzije
| Recenzije           | Recenzije |
| Izvor               | Ocjena    |
| ------------------- | --------- |
| AllMusic            | [ 2 ]     |
| BraveWords          | 8,5/10    |
| Chronicles of Chaos | 8/10      |

Dobio je uglavnom pozitivne kritike. Martin Popoff dao mu je osam i pol bodova od njih deset napisavši da je „prilično dobar” i da je to „najčišći i notama najbogatiji album [sastava] dosad” te zaključivši da je riječ o „albumu koji je mračan, zabavan, prljav poput punka i zaista osvježen thrashom, ali i bliži spoju Destructiona i Testamenta (ili, poslužimo li se općenitim, ali također primjerenim izrazima, spoju Njemačke i Zaljevskog područja) nego nesretnim i smiješnim glupostima iz Venomovih godina zlatnih tuševa”. U osvrtu za Chronicles of Chaos Matthias Noll izjavio je da ga obilježava „jednostavnost, brutalnost, odlučnost i uporaba golemih power-akorda za headbanging, a iznad svega toga izdriže se Chronosovo tipično prljavo režanje”. Proglasio ga je „najboljim Venomovim albumom od Black Metala koji svakako vrijedi uvrstiti u [osobnu] zbirku” i dao mu je osam bodova od njih deset.
U pozitivnoj recenziji za Exclaim! Sean Palmerston komentirao je da sastav na uratku „zvuči snažnije nego ikada prije” i da, iako su mu prijašnji albumi „dobri, no ne i odlični”, ta se tvrdnja „svakako više ne odnosi [na ovaj album]”. Gary Hill dao mu je tri zvjezdice od njih pet u osvrtu za AllMusic. Napisao je da je riječ o „snažnu i učinkovitu metal-djelu” čije su pjesme „dobro povezane i uravnotežene”.

## Zasluge
| Venom - Cronos – vokal, bas-gitara, produkcija, omot albuma, dizajn - Mantas – gitara, prateći vokal - Antton – bubnjevi, udaraljke | Ostalo osoblje - Charlie Bauerfeind – tonska obrada, miksanje - Rainer Hänsel – miksanje - David Palser – fotografija - Hugh Gilmour – omot albuma, dizajn |